# Montgaroult

Montgaroult este o comună în departamentul Orne, Franța. În 1 ianuarie 2018 avea o populație de 373 de locuitori.